# Emilio Arrieta
Pascual Juan Emilio Arrieta y Corera, född 20 oktober 1823 i Puente la Reina, död 11 februari 1894 i Madrid, var en spansk kompositör. Arrieta har skrivit åtskilliga zarzuelas.